# Superman Ultimate Flight
Superman Ultimate Flight in Six Flags Discovery Kingdom (Vallejo, Kalifornien, USA) ist eine Stahlachterbahn vom Modell Sky Rocket II des Herstellers Premier Rides, die am 30. Juni 2012 eröffnet wurde. Sie gilt als der Prototyp des Modells Sky Rocket II, die mittlerweile an weitere Parks ausgeliefert wurde.
Die 263 m lange Strecke erreicht eine Höhe von 45,7 m und verfügt neben einem nicht-invertierenden Looping über eine Heartline-Roll. Die Höchstgeschwindigkeit beträgt 99,8 km/h.

## Züge
Superman Ultimate Flight besitzt einen einzelnen Zug mit zwei Wagen. In jedem Wagen können sechs Personen (drei Reihen à zwei Personen) Platz nehmen. Die Fahrgäste müssen mindestens 1,32 m groß sein, um mitfahren zu dürfen.